# Chromos
Die CHROMOS Group AG mit Sitz in Dielsdorf ist ein in den Bereichen Imaging, Automation und Life Science tätiges Schweizer Handelsunternehmen. Das Familienunternehmen wird in dritter Generation geführt unter dem Dach der CHROMOS Holding AG. Die Unternehmung ist je nach Geschäftsbereich in der Schweiz, in Europa und weltweit tätig.

## Tätigkeitsgebiet
Die Unternehmensgruppe umfasst die sechs Geschäftsbereiche Printing, Packaging, Industrial, KELVA Web Cleaning, FUJIFILM Photo und Service. Diese bieten Produkte und Lösungen verschiedener international bekannter Hersteller.
Der Geschäftsbereich Printing konzentriert sich auf den Vertrieb von Maschinen, Anlagen und Materialien für die Druckindustrie. Dazu gehören unter anderem konventionelle und digitale Bogen- und Rollendruckmaschinen, Druckplatten und CtP-Systeme.
Der Geschäftsbereich Packaging beinhaltet den Vertrieb von Lösungen für flexible Verpackungen und den Verpackungsdruck, so zum Beispiel Hochbarrierefolien zur Herstellung von Verbundfolien.
Der Geschäftsbereich Industrial bietet verschiedenste Lösungen im Bereich Automation, so zum Beispiel Machine Vision, kollaborative Robotik, Deep Learning, Highspeed Imaging, Produktkennzeichnung und 3D-Druck.
Der Geschäftsbereich KELVA Web Cleaning entwickelt, produziert und vertreibt weltweit System für Bahnreinigung. Bahnreinigung wird in verschiedensten Industrien eingesetzt, um beispielsweise Papier-, Wellkarton-, Folien- oder Textilbahnen vor der weiteren Verarbeitung von Staub und Verschmutzungen zu reinigen.
Der Geschäftsbereich FUJIFILM Photo importiert und vertreibt als offizieller Schweizer Distributionspartner der FUJIFILM Corporation spiegellose Digitalkameras, Farbfilme, Sofortbildkameras, Foto-Drucksysteme, Fotopapier und -Chemikalien.
Der Geschäftsbereich Service stellt mit über 30 Technikern Installation, Wartung und Reparatur der vertriebenen Geräte und Investitionsgüter sicher.

## Geschichte
Das Unternehmen wurde 1946 durch Paul A. Broglie in Zürich mit Schwerpunkt auf die Belieferung der graphischen Industrie gegründet. In der Folge expandierte die Chromos Gruppe im In- und Ausland sowohl durch Gründung eigener Tochtergesellschaften wie auch durch verschiedene Übernahmen, die unter dem Dach der CHROMOS Holding AG gruppiert wurden. Unter diesen befindet sich auch die 1997 übernommene Fujifilm (Switzerland) AG. Zur Unternehmensgruppe gehören zudem die Schweizer Vitaris AG, die Chromos GmbH in Deutschland, die CHROMOS Österreich GmbH, die schwedische Kelva AB sowie die deutsche DVS System Software GmbH + Co. KG.